# Julian Brzuchowski

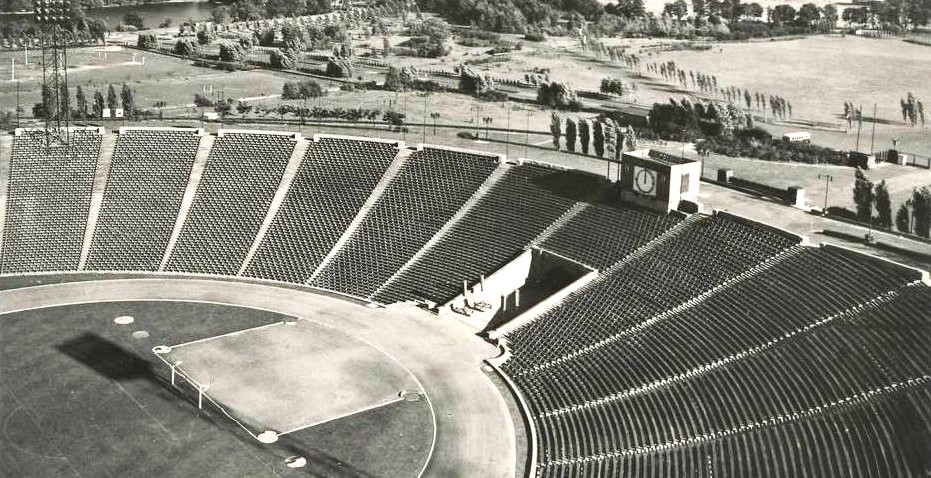
Stadion Śląski, fot. ok. 1957

Julian Stefan Brzuchowski (ur. 9 lutego 1909 w Niepołomicach, zm. 21 marca 1987 w Warszawie) – polski architekt, sędzia sportowy.

## Życiorys
Urodził się w rodzinie Edwarda (1875–1937) i Julii z Porębskich. Był bratem Zbigniewa i Ireny oraz przyrodnim bratem Aleksandry Kühnel (1918–2002), architektki, Krystyny Halibej i Eugeniusza (1919–2000).
W 1938 ukończył studia na Wydziale Architektonicznym Politechniki Lwowskiej, był uczniem prof. Tadeusza Wróbla. Poza pracą architekta był działaczem sportowym i sędzią piłkarskim. W lipcu 1944 opuścił Lwów i zamieszkał w Rzeszowie, gdzie zaangażował się w działalność sędziowską, zainicjował on powołanie w styczniu 1945 Okręgowego Komitetu Sportowego, a także Okręgowego Kolegium Sędziów.
W 1947 przeprowadził się do Warszawy, gdzie został wykładowcą na Wydziale Architektury SGGW, równocześnie kontynuował pracę architekta (kierował przedsiębiorstwem „Miastoprojekt Stolica”) i sędziego piłki nożnej (do 1953). Wyspecjalizował się w teorii projektowania obiektów sportowych, jeden z uznanych autorytetów w tej dziedzinie. Wiele projektów tworzył wspólnie z żoną Danutą Bredy-Brzuchowską (1917–1996). m.in. projekty i realizacje stadionów sportowych.
Zmarł w Warszawie. Pochowany na Cmentarzu Komunalnym Północnym (kwatera W-XI-7-7-13).

## Dorobek architektoniczny
- Zespół gmachów Wydziału Mechanicznego Politechniki Lwowskiej (wspólnie z Tadeuszem Wróblem) /1937/ – III miejsce
- Wnętrze Teatru Skarbkowskiego (z Tadeuszem Kirsznerem) /1940/ – III miejsce
- Stadion Śląski w Chorzowie /1950/;
- Lodowisko Torwar /1950–1953/;
- Biurowiec Stalexportu /1952–1953/;
- Stadion Polonii Warszawa /1953–1954/[7];
- Zespół basenów Wisła w Warszawie /1971/.

## Ordery i odznaczenia
- Złoty Krzyż Zasługi (27 lutego 1951)[8]
- Srebrny Krzyż Zasługi (dwukrotnie: 12 czerwca 1946[9], 24 kwietnia 1948[10])
- Medal 10-lecia Polski Ludowej (22 grudnia 1954)[11]
- Złota Odznaka SARP (1978)